# The Boatlift
The Boatlift è il terzo album del rapper di Miami Pitbull. Contiene le hit Sticky Icky, Secret Admirer, Go Girl e The Anthem. La canzone Fuego Remix è stata inoltre inclusa nel videogioco Madden NFL 2008.
Il disco ha venduto 22 203 copie nella prima settimana di pubblicazione, cifra al di sotto delle aspettative. Nella seconda settimana sono state acquistate 9 686 copie, per un totale di 32.084 dischi venduti nelle prime 2 settimane.

## Tracce
| #  | Titolo                  | Produttore/ri    | Collaborazioni    | Durata |
| -- | ----------------------- | ---------------- | ----------------- | ------ |
| 1  | A Little Story (Intro)  | Wrek             |                   | 1:08   |
| 2  | Go Girl                 | Soundz           | Trina, David Rush | 3:49   |
| 3  | Dukey Love              | Mr. Collipark    | Trick Daddy, Fabo | 3:45   |
| 4  | I Don't See 'Em         | Tru              | Cubo, AIM         | 3:59   |
| 5  | Midnight                | Vein             | Casely            | 3:32   |
| 6  | Ying & the Yang         | Lil Jon          |                   | 3:27   |
| 7  | The Anthem              | Lil Jon          | Lil Jon           | 4:05   |
| 8  | The Truth (Interlude)   |                  |                   | 0:54   |
| 9  | Candyman                | Brown Thugz      | Twista            | 3:11   |
| 10 | Sticky Icky             | Lil Jon          | Jim Jones         | 3:56   |
| 11 | My Life                 | Drop & Deadbeats | Jason Derulo      | 3:44   |
| 12 | Secret Admirer          | Play-N-Skillz    | Lloyd             | 3:18   |
| 13 | Get Up/Levantate        | Play-N-Skillz    |                   | 3:17   |
| 14 | Fuego (DJ Buddha Remix) | Mr. Collipark    | Don Omar          | 3:49   |
| 15 | Stripper Pole (Remix)   | Eddie Perez      | Toby Love         | 3:56   |
| 16 | Un Poquito              | 110% Pure        | Yung Berg         | 3:42   |
| 17 | Tell Me (Remix)         | Lil Jon          | Frankie J, Ken-Y  | 4:34   |
| 18 | Mr. 305 (Outro)         |                  |                   | 0:45   |